# Tenant management organisation
Une Tenant Management Organisation (TMO) selon le droit britannique sert à gérer des bâtiments.
Il se distingue d'un syndic de copropriété français par la participation de représentants de locataires. 
Les TMO ont été créés en raison de l'échec dans la dé-livraison d'un niveau de service adéquat par les autorités locales.
Toutefois, en cas d'accès à la propriété, le locataire cesse de participer à l'association de la TMO et doit adhérer à l'association de propriétaires régies par des lois différentes, même lorsque l'immeuble est partagé de manière mixte entre locataires et propriétaires.

## Contexte et concepts
Le terme TMO est un terme générique qui couvre les Estate Management Board et les Tenant Management Co-operative.
Le Modular Management Agreement est un contrat de gestion pro forma publiée par l'ODPM qui est utilisé par l'autorité locale et les groupes de locataires pour décrire les fonctions prestées par le TMO.
Le council house est une forme de logement social ou public bâti par des administrations locales au Royaume-Uni et en Irlande. Un council estate est un complexe de bâtiments contenant plusieurs ou un grand nombre de council houses ainsi que d'autres aménagements tels que des écoles ou des magasins.
Le Right to Manage mandate les tenants et les leaseholders pour prendre certaines responsabilités à la place de leur bailleur.

## Chiffres et statistiques
En 2009, il existe 230 TMOs en Angleterre. Les TMO sont encadrés par le Tenant Services Authority.
En Angleterre, 202 TMOs sont établis au travers de 53 local authorities et 81 TMOs sont en développement développement, pour couvrir ce qui pourrait être 84000 logements. Environ 66 % des TMOs se trouvent être à Londres, alors que la plupart des autres se trouvent être dans le North West (18 %) et dans le West Midlands (8 %), principalement dans des autorités de métropoles urbaines. 
Elles peuvent couvrir de 12 à 9 760 propriétés avec une moyenne d’environ 400 logements.
Les trois quarts des TMOs sont responsables des réparations courantes, de la gestion du vide, de la gestion des locations, et de la propreté des parties communes.
Plus de la moitié des TMOs souhaitent augmenter leur responsabilité (part de marché) par une  croissance des activités ou des propriétés couvertes.
Peu de TMO souhaitent gérer des affaires sociales ou de voisinages. D'après certains chiffres, les TMO satisfont davantage les locataires en ce qui concerne les réparations que les council tenants',.
En 2017 la Kensington and Chelsea Tenant Management Organisation (en), principale TMO du Royaume-Uni, gère des bâtiments couvrant 10000 logements.
D'après sa Constitution, la KCTMO est une  société à responsabilité limitée par garantie constituée le 20 avril 1995. Avec ce statut, cette société n'a pas d'actionnaire, mais des sociétaires qui doivent contribuer aux actifs à hauteur d'une livre à leur adhésion, leur responsabilité étant limitée à une livre quoi qu'il arrive.

## Réglementation
Les TMO sont réglementés depuis 1994, 2008 et 2012, pour l'Angleterre seulement.
Les locataires peuvent utiliser d'autre approches que les TMO quand les contrats ne dépassent pas le seuil européen des contrats publics définis par la directive européenne (2014/24/EU) .
La TMO doit consulter les locataire par des votes à bulletin secret.

### Autres nations
D'autres nations sont organisées différemment : l'Écosse par exemple dispose de tenants' and residents' association et des registered tenants organisations.